# إيرينا بيكر
إيرينا بيكر (بالبولندية: Joanna Chmielewska) (و. 1932 – 2013 م) هي مهندسة معمارية، وكاتِبة، وكاتبة للأطفال، ومصممة أزياء تقليدية بولندية، ولدت في وارسو، بدأت مشوارها المهني سنة 1964، توفيت في وارسو، عن عمر يناهز 81 عاماً.

## وصلات خارجية
- إيرينا بيكر على موقع IMDb (الإنجليزية)
- إيرينا بيكر على موقع قاعدة بيانات الفيلم (الإنجليزية)

- إيرينا بيكر في قاعدة بيانات الأفلام على الإنترنت